# Parr (région)
En allemand, die Parr (die Pfarre - littéralement « la paroisse ») est le nom donné localement à la région de Medelsheim et ses alentours, situés entre Bickenalbe et Blies, à l'extrême sud-est du Land de Sarre et de l'arrondissement de Sarre-Palatinat. Ce secteur borde le pays de Bitche voisin, et de ce fait aussi le département de la Moselle et la France.
Le nom, apparu dans les écrits dès les années 1980, est le plus souvent employé pour désigner les quatre villages qui dépendaient autrefois de l'église paroissiale catholique Saint-Martin de Medelsheim : Medelsheim, Peppenkum, Seyweiler et Utweiler. Medelsheim fut par ailleurs longtemps le chef-lieu d'une commune qui comprenait ces quatre même villages.

## Géographie
La « Parr » est presque uniquement recouverte de champs. Sur le Muschelkalk, on trouve par endroits plusieurs espèces d'orchidées menacées de disparition.

## Histoire

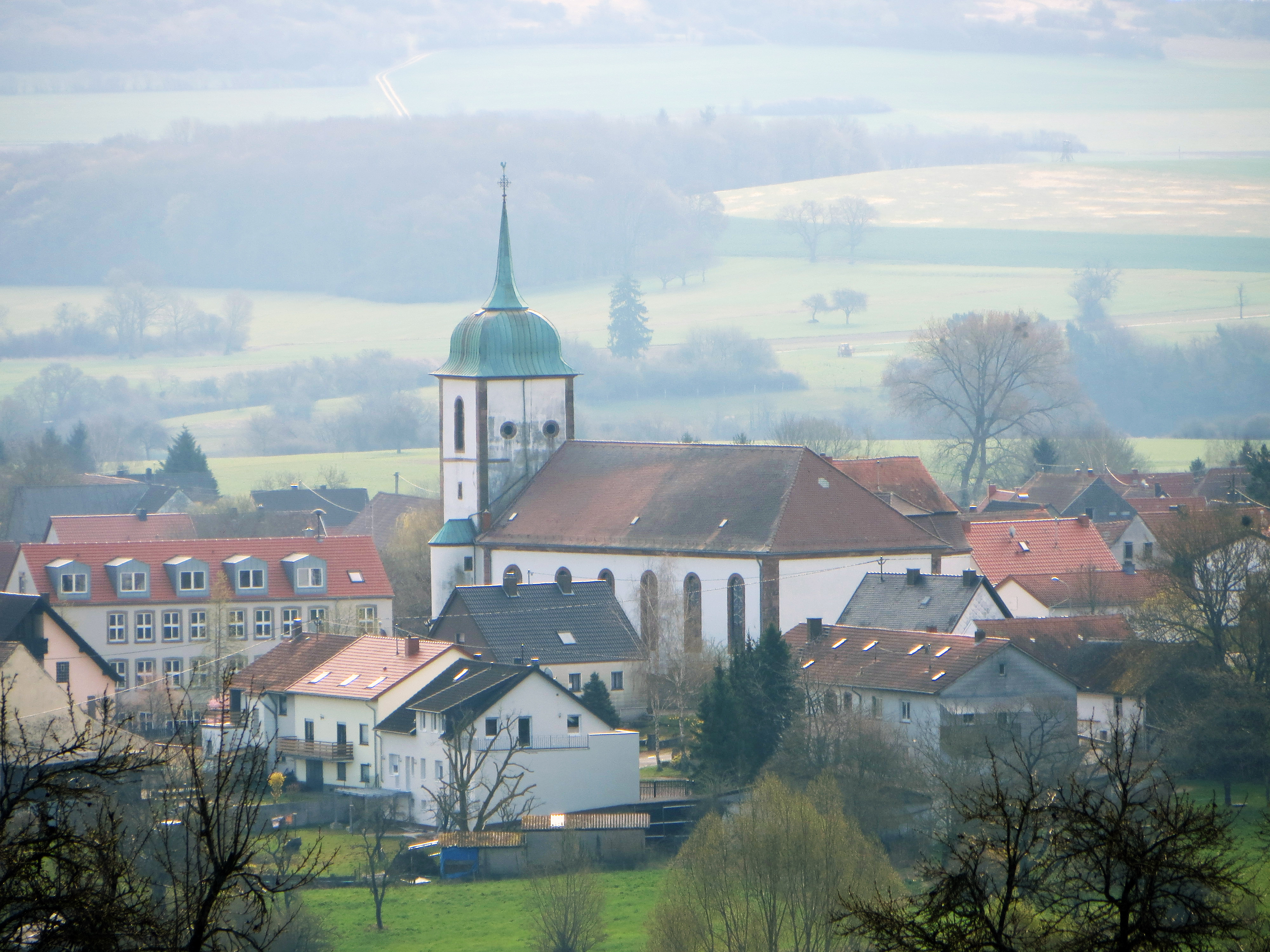
L'église paroissiale Saint-Martin, à l'origine du nom de la région.

Les habitants de la « Parr », surnommés « Parr-Nickel » ou plutôt « Parr-Nickle », étaient et sont encore aujourd'hui traditionnellement de confession catholique. L'église paroissiale Saint-Martin, qui est à l'origine du nom de la région, date de bien 1 100 ans. Elle est bâtie sur des fondements romains, ce qui est très courant dans cette région.
Medelsheim est mentionné pour la première fois le 28 juin 888 sous la forme Medelinisheim. Seyweiler et Peppenkum, mentionnés successivement pour la première fois en 1307 et 1308, dépendent dès leur fondation de cette dernière. Utweiler est mentionné le 17 août 1310 sous la forme Udewilre comme dépendance des Deux-Ponts-Bitche. En 1317, Utweiler est succursale de la paroisse de Guiderkirch (aujourd'hui commune d'Erching en Moselle).
Au XIVe siècle, Medelsheim, Seyweiler et Peppenkum appartiennent au comté de Deux-Ponts puis passent au Palatinat du Rhin avant d'être donnés en fief au comté de Deux-Ponts-Bitche. Le château de Medelsheim, construit vers 1300, est détruit en 1508 par Franz von Sickingen. Il est mentionné pour la dernière fois en 1576 et était situé aux alentours de l'actuelle église paroissiale.
Les villages de la région sont ravagés par la guerre de Trente Ans en 1635. Medelsheim est ensuite incendié par les troupes françaises du Maréchal de Créquy en 1677.
Le comté de Blieskastel hérite de Medelsheim avec Seyweiler et Peppenkum en 1656. Comme le reste du comté de Bitche, Utweiler devient quant à elle lorraine en 1604 puis française en 1766. Ce n'est qu'en 1781 qu'Utweiler est séparé du reste du pays de Bitche (et par la même occasion de la Lorraine et de la France) pour rejoindre le comté de Blieskastel et par cette occasion aussi la « Parr ».
Après la Révolution, le secteur ainsi que tout le reste de la rive gauche du Rhin deviennent français. Sous administration française, Medelsheim est même érigé en chef-lieu d'un canton de l'arrondissement de Deux-Ponts et du département du Mont-Tonnerre.
Après le congrès de Vienne en 1815, la région est attribuée au royaume de Bavière. Sous son administration, le canton de Medelsheim est supprimé et ses communes sont intégrées au canton de Neuhornbach. En 1818, Medelsheim est le siège d'une commune comprenant Peppenkum et Seyweiler. Utweiler, initialement dans la commune de Brenschelbach, rejoint elle aussi la commune de Medelsheim à partir de 1828.
En 1920, la commune de Medelsheim est attribuée au territoire du bassin de la Sarre. La commune est supprimée en 1927 pour être intégrée à la commune d'Altheim. La « Parr » paye ensuite un lourd tribut pendant la Seconde Guerre mondiale, Medelsheim est détruite à 84% et Seyweiler l'est presque entièrement. La commune de Medelsheim (avec Peppenkum, Seyweiler et Utweiler) est rétablie en 1950 puis à nouveau supprimée à partir du 1er janvier 1974. Depuis cette date, toute la « Parr » appartient à la commune de Gersheim.

## Lieux et monuments

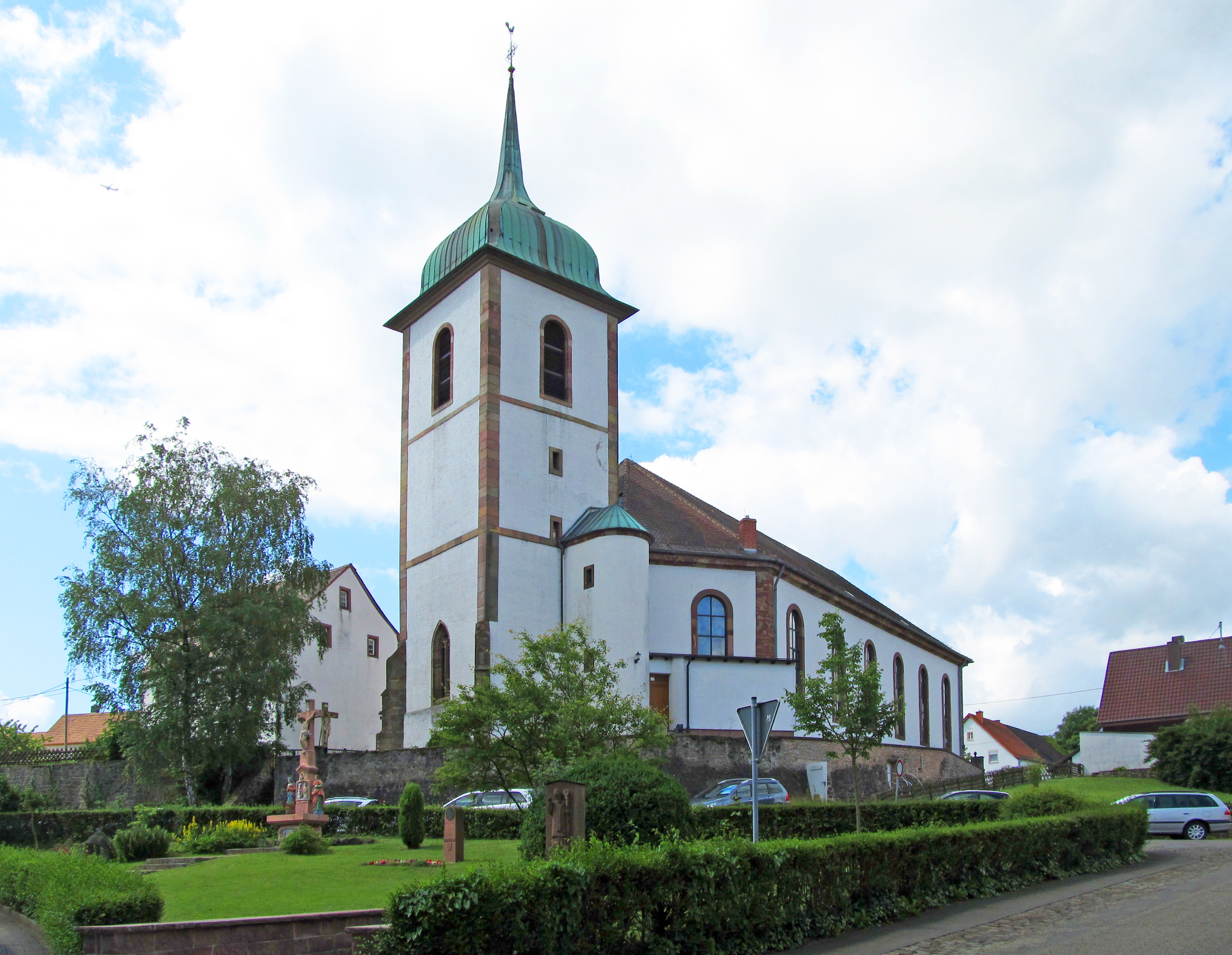
L'église Saint-Martin de Medelsheim.
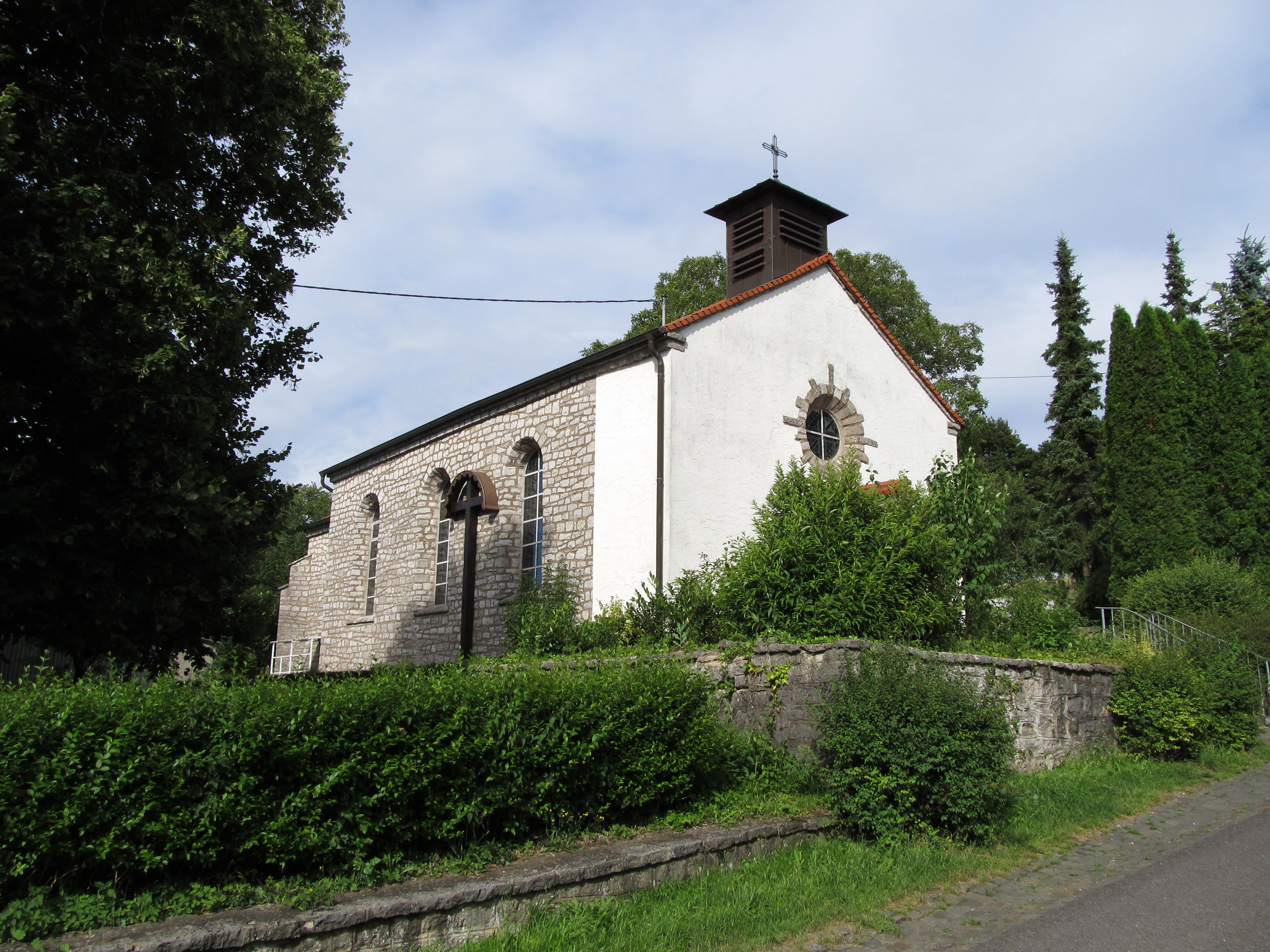
L'église Saint-Conrad de Parzham d'Utweiler.
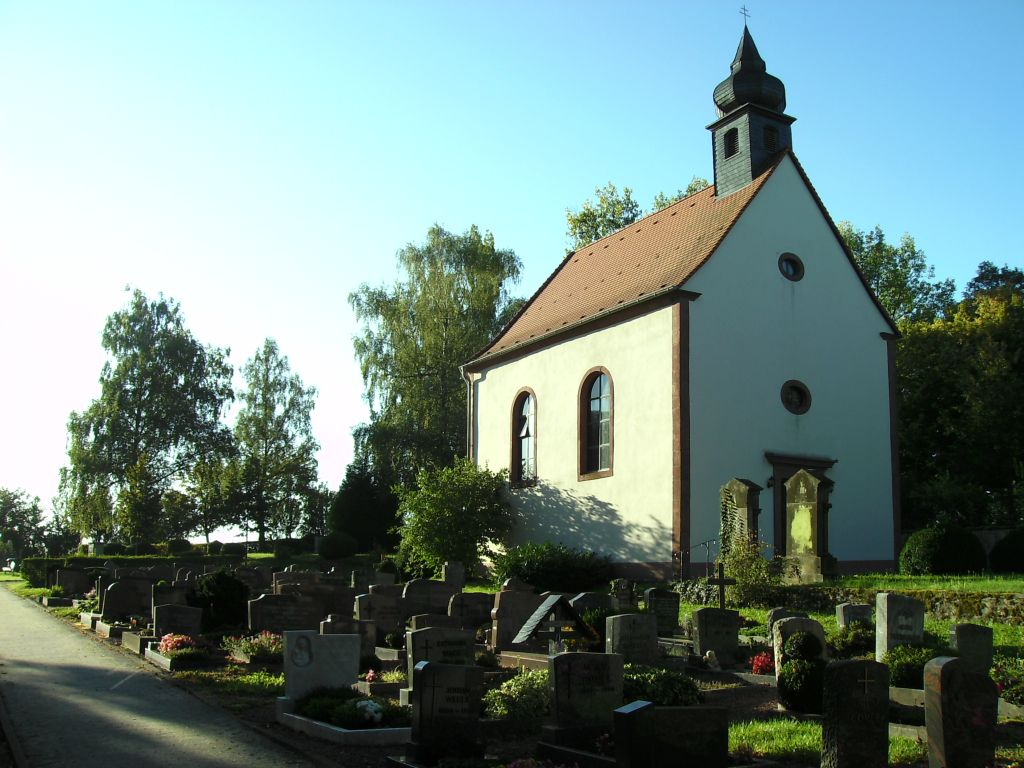
La chapelle et le cimetière de Medelsheim.
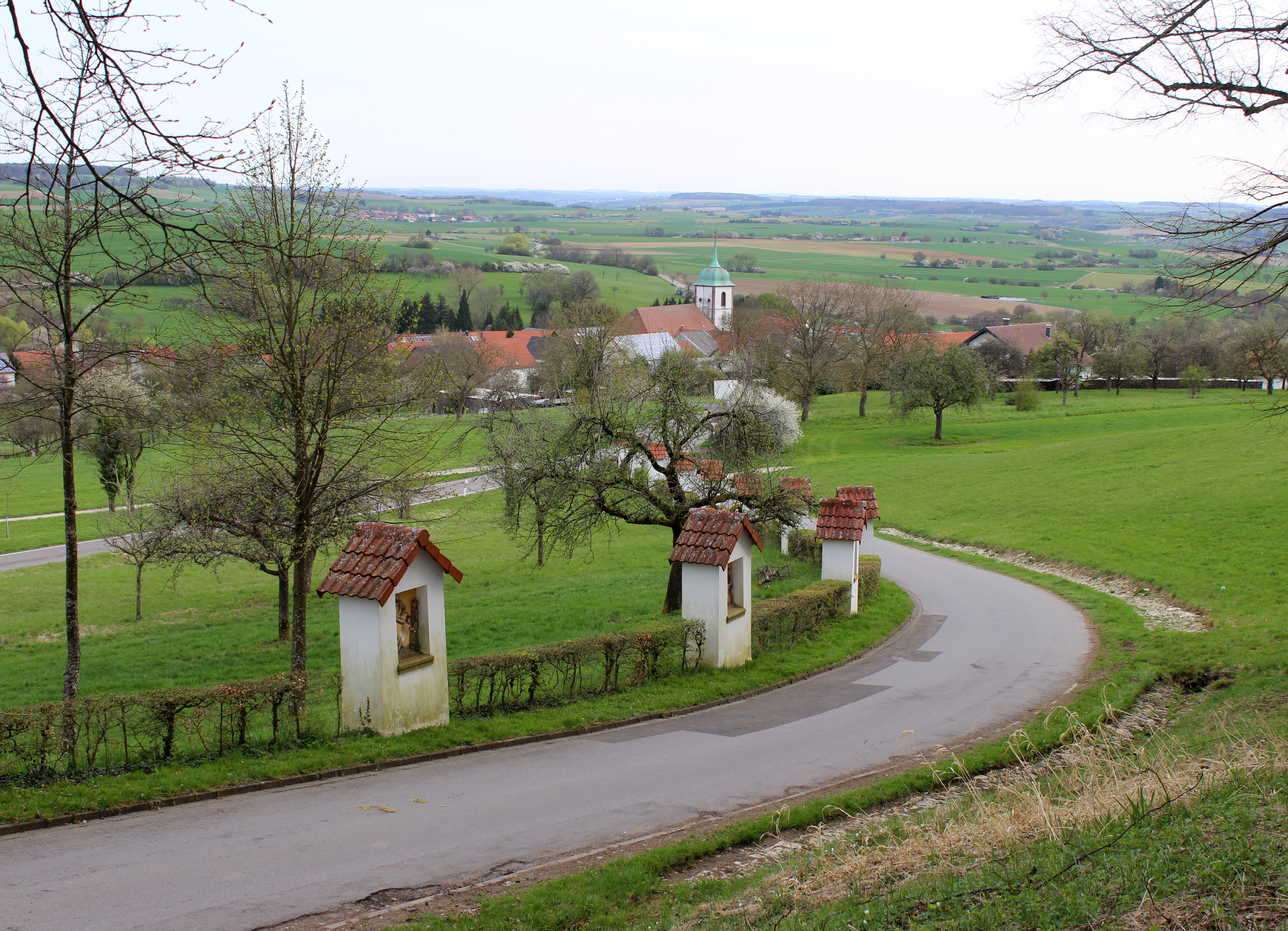
Le chemin de croix menant au cimetière de Medelsheim.
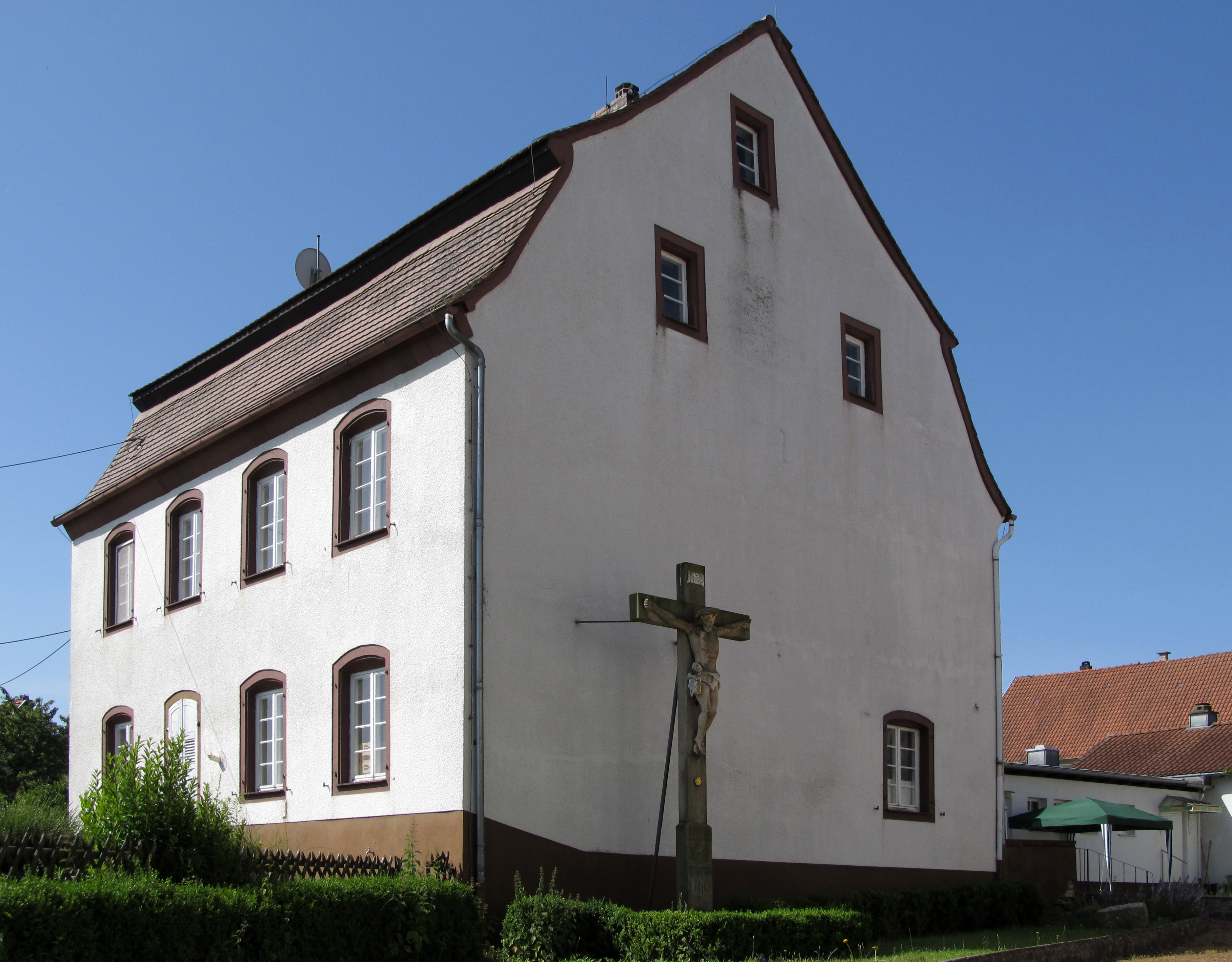
La maison paroissiale de Medelsheim.
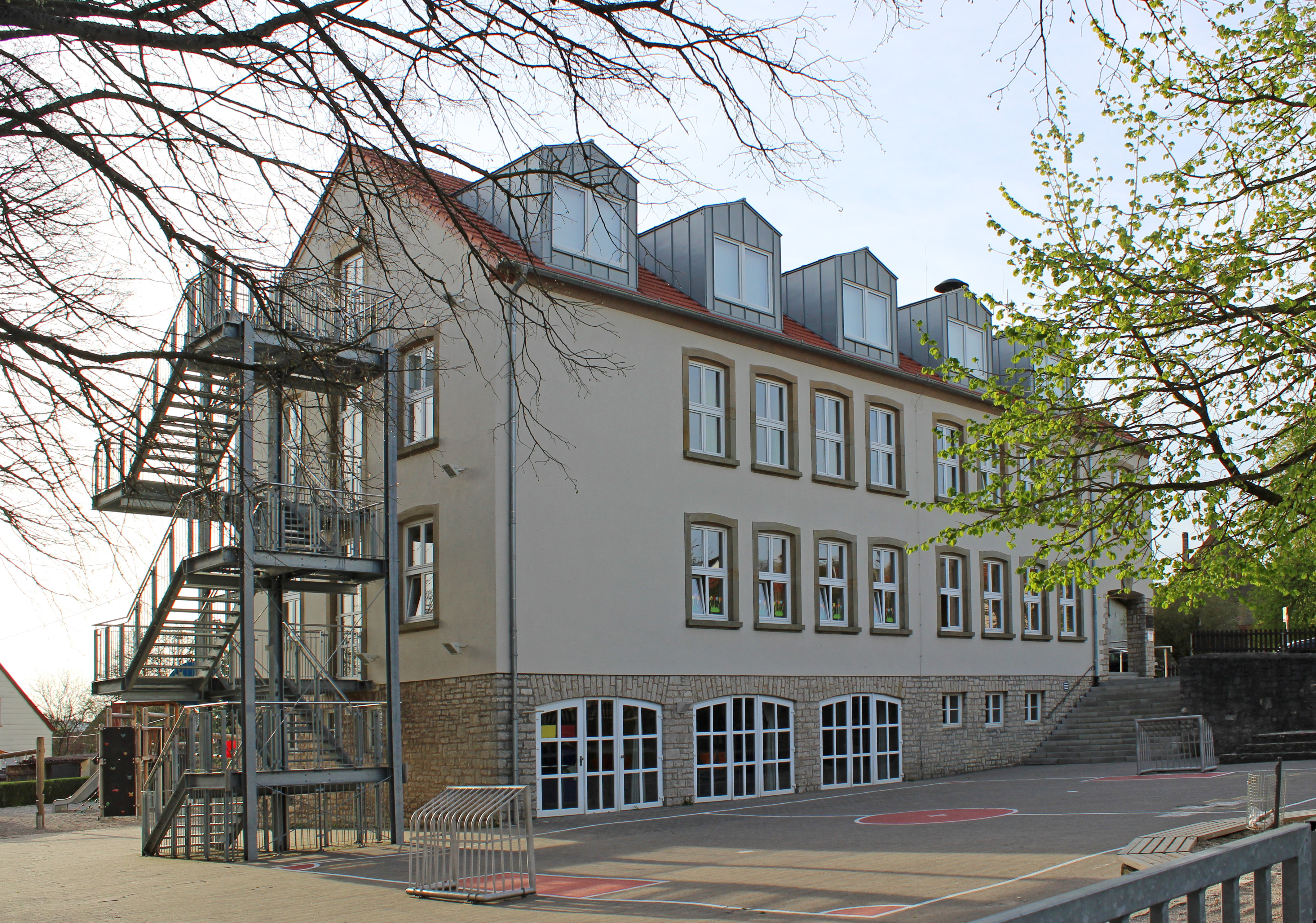
L'école de Medelsheim.